# 索菲岩
索菲岩（英語：Sophie Rocks）是南極洲的岩石，位於葛拉漢地的丹科海岸，處於阿爾茨托夫斯基半島，在1898年由比利時探險隊命名，現時由南極條約體系管理。